# Raça do futuro
A raça do futuro foi uma composição teórica da raça que surgiria graças à mistura racial contínua. Em 1925, o conde Richard Nikolaus von Coudenhove-Kalergi predisse em O Idealismo Prático: "O homem do futuro vai ser de raça mista.  As raças e classes atuais desaparecerão gradualmente, devido à falta de espaço, do tempo e do preconceito. A raça Eurásia-Negroide do futuro substituirá a diversidade de povos pela diversidade de indivíduos." O mesmo cenário foi previsto por Madison Grant em "O fim da grande raça" (1916), que defende medidas de Eugenia para impedir esse desenvolvimento, e, num contexto ideológico semelhante, Lothrop Stoddard, na obra "A Crescente Maré de Cor Contra a Supremacia Mundial Caucasiano", em 1920.

## História
Gottfried de Purucker, autor e teosofista, quando questionado sobre casamentos inter-raciais em 1930, disse: "Respondendo brevemente a sua pergunta, posso simplesmente dizer isso: que o tempo não chegou, quando poderei de bom grado sugerir casamentos deste tipo; mas honestamente, sou levado a dizer que a raça do futuro será um composto, feito da muitas raças/esteriótipos diferentes na terra hoje. Vamos lembrar também que todos os homens são, em última análise, de um só sangue."
A palavra miscigenação foi usada em um panfleto de propaganda impresso na Cidade de Nova York no final de 1863, intitulado Miscigenação: A Teoria da Mistura das Raças, aplicadas para o Homem Branco e Negro Americanos. O panfleto alegava ser a favor da mestiçagem de brancos e negros, até que as raças acabassem indiscriminadamente misturadas, como mulatos, afirmando ser este o objetivo do Partido Republicano dos Estados Unidos. Seus autores foram David Goodman Croly, editor-executivo do New York World, jornal do Partido Democrático e George Wakeman, repórter do mesmo. O panfleto logo foi exposto como uma tentativa de desvalorizar os Republicanos, a administração Lincoln, e o movimento abolicionista, explorando medos e preconceitos raciais comum entre os brancos. Este panfleto e variações foram amplamente, reproduzidos e divulgados em comunidades em ambos os lados da Guerra Civil Americana pelos adversários dos Republicanos.
A colônia Britânica de Maryland foi a primeira a aprovar uma lei anti-miscigenação (1664). Nos séculos XVIII, XIX e início do século XX, muitos estados americanos aprovaram leis anti-miscigenação, muitas vezes, com base em controversas interpretações da Bíblia, particularmente, a história de Finéias.
Essas leis proibiam a celebração de casamentos entre pessoas de diferentes raças e coibia o registro de tais cerimônias. Às vezes, as pessoas que tentaram casar não eram condenadas por uma miscigenação em si, mas por adultério ou fornicação. Contudo, Connecticut, Nova Hampshire, Nova York, Nova Jersey, Vermont, Wisconsin, Minnesota, Alasca, Havaí, e o Distrito de Columbia não aprovaram leis anti-miscigenação. 
Em 1883, a constitucionalidade da legislação anti-miscigenação foi confirmada pelo Supremo Tribunal dos Estados Unidos em Pace Alabama.
Em 1948, a Suprema Corte da Califórnia em Perez, v. Sharp, efetivamente revogou os estatutos da Califórnia, fazendo, assim, Califórnia o primeiro estado no século XX a fazê-lo. 
Em 1967, as leis anti-miscigenação restantes em 16 estados foram declaradas inconstitucionais pelo Supremo Tribunal Federal em Loving v. Virginia.

## Populações multirraciais

### Brasil
No Brasil, cerca de 44% da população se classifica como Parda (mestiça). Eles normalmente são uma mistura de brancos, negros e ameríndios.
Estudos genéticos mostraram que mais de 80% da população brasileira é miscigenada, com 70% dos que se classificam como brancos possuindo algum grau de genes africanos e/ou indígenas. Um estudo genético autossômico de 2015, que também analisou dados de 25 estados de 38 diferentes populações brasileiras, concluiu que a ascendência europeia responde por 62% do patrimônio da população, seguida pela africana (21%) e pela nativa americana (17%).  A contribuição europeia é mais alta no sul do Brasil (77%), a maior africana no Nordeste do Brasil (27%) e a nativa americana é a mais alta do norte do Brasil (32%).

### Estados Unidos
Nos Estados Unidos, a proporção de crianças multirraciais americanas é crescente. Parcerias inter-raciais estão surgindo, como as adoções inter-raciais. Em 1990, cerca de 14% de jovens de 18 e 19 anos de idade, 12% das de 20 e 21 anos, e 7% de 34 e 35 anos, tiveram relações inter-raciais (Joyner e Kao, 2005). O casamento Inter-racial ainda não é comum. Em 2010, na América, 15% dos novos casamentos inter-raciais, com 9% dos brancos, 17% dos negros, de 26% dos Hispânicos e 28% dos Asiáticos casando-se fora de seu esteriótipo. Dos 275 000 novos casamentos inter-raciais em 2010, 43% eram brancos e Hispânicos, 14,4% eram de brancos e Asiáticos, 11,9% eram de brancos e negros e o resto (37,7%) eram outras combinações.

## Visões alternativas
De acordo com o antropólogo Henry Harpending, as populações humanas estão, na verdade, divergindo uma da outra, ao invés de se fundirem em uma única população. Harpending afirmou que "os esteriótipos humanos estão evoluindo para longe uns dos outros [...] Os Genes estão evoluindo rapidamente na Europa, Ásia e África, mas quase todos são exclusivos para o seu continente de origem. Estamos ficando menos iguais, não nos fundindo em uma única e mista humanidade."